# کمیته ملی المپیک ایتالیا
کمیته ملی المپیک ایتالیا (ایتالیایی: Comitato Olimpico Nazionale Italiano, CONI) یک سازمان ورزشی است که نماینده کشور  ایتالیا در کمیته بین‌المللی المپیک می‌باشد.
این سازمان که در سال ۱۹۱۴ تأسیس شده مسئول آماده‌سازی و اعزام ورزشکاران به بازی‌های المپیک، بازی‌های المپیک جوانان و بازی‌های اروپایی است. 